# Serra d'Aracena
La serra d'Aracena (en castellà Sierra de Aracena) és una serra al nord de la província de Huelva, a Andalusia. Forma part de la serralada de Sierra Morena. El seu punt més alt és al municipi d'Almonaster la Real, superant els 900 msnm.